# Statsterrorisme
Statsterrorisme er terrorisme, udøvet af (eller på ordre fra) staten overfor egne eller andre staters borgere. Et godt eksempel er den vold, der blev udøvet i Nazityskland under anden verdenskrig, hvor befolkningen oplevede terror som en del af regeringens politik.
Fathi El-Abed gav i et debatindlæg i Jyllands-Posten 27. juli 2006 eksemplet: "Israel som udfører organiseret statsterror mod flygtningelejre, holder erobrede områder besat, benytter tortur under afhøringer og forskelsbehandler egne indbyggere."
Det første eksempel på terrorisme i moderne tid var et eksempel på statsterrorisme, nemlig Robespierres terrorregime 1793-1794 under den franske revolution, hvor de revolutionære fastholdt magten ved at anvende vold, trusler og massevis af henrettelser. Andre eksempler på statsterrorisme er Sovjetunion under Stalin 1929-1953, Cambodja under Pol Pot 1976-1979 og Argentinas militærdiktatur 1976-1983.
Begrebet statsterrorisme er ikke entydigt anerkendt. Nogle definitioner af terrorisme tager udgangspunkt i, at kun ikkestatslige aktører kan udføre terrorhandlinger, sådan at statsterrorisme pr. definition ikke kan finde sted.
Udover den direkte statsterrorisme bruger man begrebet "statssponsoreret terrorisme", hvor en stat støtter ikkestatslige aktørers udførelse af terrorhandlinger. Eksempler på aktioner, der er blevet opfattet som statssponsoreret terrorisme, er gidseltagningen på den amerikanske ambassade i Teheran i 1979 og USA's støtte til de såkaldte contraer i Nicaragua i 1980'erne.